# تام جونز (راننده مسابقه)
تام جونز (انگلیسی: Tom Jones؛ زادهٔ ۲۶ آوریل ۱۹۴۳ در دالاس، تگزاس، درگذشتهٔ ۲۹ مهٔ ۲۰۱۵ در ایست‌لیک، اوهایو) رانندهٔ مسابقات اتومبیل‌رانی فرمول یک اهل ایالات متحده آمریکا بود که در فصل ۱۹۶۷ در مجموع در یک گراند پری شرکت کرد، اما موفق به کسب هیچ امتیازی نشد.
جونز در ۲۹ مهٔ ۲۰۱۵ در ایست‌لیک، اوهایو درگذشت.